# Zoneait
Zoneait (nombre que significa "diente grande" en el idioma kiowa) es un género extinto de crocodilomorfo talatosuquio conocido a partir de una única especie, Zoneait nargorum, procedente del Jurásico Medio de Oregón, Estados Unidos. Z. nargorum fue nombrado en 2015 por el paleontólogo Eric Wilberg basándose en varios cráneos parciales, vértebras, y huesos de las extremidades anteriores que fueron hallados en un afloramiento de la Formación Snowshoe cerca del pueblo de Izee. Es el miembro más antiguo conocido de Metriorhynchoidea, un clado de talatosuquios adaptados a la vida en el mar que existió hasta el Cretácico Inferior. El esqueleto de Zoneait posee varias adaptaciones para la vida en mar abierto pero conserva rasgos característicos de sus ancestros terrestres, indicando que era una forma transicional entre los metriorrínquidos completamente marinos del Jurásico Superior y el Cretácico Inferior y los crocodilomorfos primitivos no marinos. La Formación Snowshoe se depositó en un ambiente de un mar poco profundo dentro de una cuenca de antearco tropical, lo que sugiere que Zoneait era un depredador marino.
Aunque Zoneait es el metriorrincoideo más antiguo, los análisis filogenéticos indican que los taxones algo más recientes Eoneustes y Teleidosaurus son mucho más basales que el primero. Wilberg encontró que Zoneait es el taxón hermano de Metriorhynchidae, lo cual sugiere que debió haber estado mucho mejor adaptado a la vida marina de lo que lo estaban Teleidosaurus y Eoneustes, pero en menor grado que los verdaderos metriorrínquidos como Metriorhynchus y Cricosaurus, los cuales eran totalmente marinos. Zoneait tenía un cráneo aerodinámico con ojos situados lateralmente como los de los metriorrínquidos, a diferencia de los ojos orientados más hacia arriba de Teleidosaurus y otros crocodilomorfos acuáticos no marinos. El cambio en la orientación de los ojos posiblemente refleja cambios en su ecología y dieta; los ojos dispuestos hacia arriba son una adaptación de los crocodilomorfos acuáticos para emboscar presas terrestres bajo la superficie del agua, mientras que los ojos laterales son una adaptación de los crocodilomorfos para cazar en ambientes marinos abiertos. El cráneo de Zoneait además muestra evidencias de glándulas salinas con los pasajes alargados para la arteria carótida, los cuales pudieron haber incrementado el flujo sanguíneo a las glándulas. Los miembros delanteros no están aplanados formado aletas como en los metriorrínquidos, pero el cúbito (un hueso del antebrazo) es de longitud reducida, indicando que la reducción de estas extremidades comenzó en el antebrazo y progresó hacia arriba (el húmero, el hueso superior del brazo de Zoneait no está reducido). En conjunto, los rasgos de transición de Zoneait indican que la adaptación de los metriorrincoideos a la vida marina comenzó con los cambios en la ecología y solo posteriormente involucró cambios en la locomoción acuática.